# رفاييل كوريا
رفاييل بيسينته كوريا دلغادو (بالإسبانية: Rafael Vicente Correa Delgado)؛ (6 أبريل 1963 –)، سياسي واقتصادي إكوادوري شغل منصب رئيس الإكوادور منذ عام 2007 حتى عام 2017. وكان قائد زعيم تحالف حركة بايس السياسية منذ تأسيسها حتى عام 2017. يعتبر كوريا اشتراكيًا ديمقراطيًا وركزت إدارته على تطبيق سياسات يسارية. على المستوى الدولي، شغل كوريا منصب برو تيمبور التابعة لاتحاد دول أمريكا الجنوبية.
مع ولادته لأسرة ميستيثو من الطبقة الوسطى الدنيا في جواياكيل، درس كوريا الاقتصاد في جامعة سانتياغو دي جواياكويل الكاثوليكية وجامعة لوفان الكاثوليكية وجامعة إلينوي في إربانا-شامبين التي نال فيها شهادة الدكتوراه. عند عودته إلى الإكوادور في عام 2005، أصبح كوريا وزيرًا للاقتصاد خلال فترة رئاسة ألفريدو بالاسيو، ونجح في الضغط على الكونغرس لزيادة الإنفاق على مشاريع الصحة والتعليم.
فاز كوريا بالرئاسة في الانتخابات العامة مع برنامج انتقد فيه النخب السياسية. ومع توليه المنصب في شهر يناير من عام 2007، سعى إلى أن يحيد عن النموذج الاقتصادي النيوليبرالي للإكوادور بتقليله من تأثير البنك الدولي وصندوق النقد الدولي. وأشرف على إقرار دستور جديد، فأعيد انتخابه في عام 2009 ومرة أخرى في عام 2013.
كانت رئاسة كوريا جزءًا من موجة المد الزهري في أمريكا اللاتينية، التي شكلت انعطافًا نحو حكومات يسارية في الإقليم، وتحالف مع هوغو تشافيز رئيس فنزويلا ودفع الإكوادور نحو منظمة التحالف البوليفاري لشعوب أمريكتنا في شهر يونيو من عام 2009. باستخدامها صيغتها الخاصة من اشتراكية القرن الحادي والعشرين، زادت حكومة كوريا من الإنفاق الحكومي وخفضت معدلات الفقر ورفعت الحد الأدنى للأجور وحسنت مستوى المعيشة في الإكوادور. بين عامي 2006 و2016، انخفضت معدلات الفقر من 36.7٪ إلى 22.5٪ وكان نمو حصة الفرد المستحقة من الناتج الإجمالي المحلي 1.5٪ (مقارنة ب 0.6٪ في العقدين السابقين). في الفترة نفسها، انخفض التفاوت الاقتصادي، بحسب مقياس معامل جيني، من 0.55 إلى 0.47. مع نهاية فترة رئاسة كوريا، كان الانخفاض البالغ نسبته 50٪ في أسعار النفط منذ عام 2014 قد تسبب بدخول الاقتصاد الإكوادوري مرحلة ركود نجم عنها تخفيض في الإنفاق الحكومي.
في 3 من شهر يوليو من عام 2018، أصدر قاض إكوادوري مذكرة اعتقال بحق كوريا بعد فشله في المثول أمام المحكمة خلال محاكمة متعلقة باختطاف خصمه السياسي فيرناندو بالدا. نفى كوريا، الذي كان يعيش في بلجيكا في تلك الفترة، الاتهامات المتعلقة بالاختطاف. وفي شهر يوليو من العام نفسه رفض الإنتربول مذكرة اعتقال صادرة في الإكوادور ووصفها بأنها «مسألة سياسية بوضوح». في شهر أبريل من عام 2020 وجدت المحكمة الجنائية التابعة لمحكمة العدل الوطنية أن الرئيس الأسبق مدان بتلقي رشوة سلبية في قضية سوبورنوس بين عامي 2012 و2016. وحكم عليه بالسجن غيابيًا لمدة 8 سنوات.

## نشأته
كان رافايل كوريا إيكازا والد كوريا، وقد ولد في مقاطعة لوس ريوس، الإكوادور (23 مارس 1934 – 10 يونيو 1995) في حين أن أمه هي نورما ديلجادو ريندون (ولدت في 3 سبتمبر من عام 1939). وكان لديه 3 أشقاء، فابريسيو كوريا بييرينا كوريا وبيرنارديتا كوريا. ومع نشأته في مدينة جواياكيل الساحلية، وصف كوريا خلفيته الأسرية بأنها كانت تنتمي إلى «الطبقة الوسطى الدنيا».
في حين كان عمر كوريا 5 سنوات، اعتقل والده وسجن ل 3 سنوات بعد محاولته تهريب مواد مخدرة غير قانونية إلى الولايات المتحدة الأمريكية. وحين اعترف علنًا بهذه الحادثة بعد توليه منصب الرئاسة، قال كوريا «لا أتسامح مع ما فعلت [لكن] مهربي المخدرات ليسوا مجرمين. فهم إما أمهات عازبات او أشخاص عاطلون عن العمل ضاقت بهم السبل لإعالة أسرهم». كان كوريا يبلغ من العمر 18 عامًا حين علم بأفعال والده.
في الوقت الذي كان يعيش فيه في جواياكيل، انخرط كوريا بقوة في حركة الكشافين. وحين كان يبلغ ال 17 من عمره، وعلى الرغم من أن أسرته كانت تواجه مصاعب مالية، دفع صديق للأسرة المال لكي ينال كوريا تعليمه في مدرسة محلية للمتفوقين، حيث أثبت تميزه. خلال دراسته الإعدادية كان كوريا رئيسًا للرابطة الثقافية لطلاب لاساليان («آسيل» باللغة الإسبانية). ومن ثم حصل كوريا على منحة للدراسة في جامعة سانتياغو دي جواياكويل الكاثوليكية، والتي كانت مؤسسة تعليمية عليا خاصة في جواياكويل، الإكوادور، حيث حصل على شهادة جامعية في الاقتصاد في سنة 1987.
عند التحاقه بجامعة سانتياغو دي جواياكويل الكاثوليكية، انتخب كوريا رئيسًا لرابطة طلاب الاقتصاد والتدقيق والإدارة (إيه آي إيه إيه)، ولاحقًا رئيسًا لاتحاد الطلبة (إف إي يو سي) في المؤسسة التعليمية ذاتها، وهو منصب أتاح له في عام 1986 ترأس اتحاد طلبة جامعات الإكوادور الخاصة (إف إي يو بي إي بالإسبانية).

### الجامعة
بعد إتمامه دراسته في جامعة سانتياغو دي جواياكويل الكاثوليكية، عمل كوريا لعام في مهمة في روضة تدار من قبل الرهبنة الساليزيانية في زومباهوا، مقاطعة كوتوباكسي، حيث علم الكاثوليكية والرياضيات. في تلك الروضة عمّق كوريا إيمانه بالكاثوليكية، وطور فهمًا مهنيًا للغة كاتشوا التي كان يتحدث بها معظم سكان الإكوادور الأصليين. ومن ثم حصل على منحة لدراسة الاقتصاد بصورة أوسع في الجامعة الكاثوليكية (لوفان) في بلجيكا، حيث التقى آن مالهيرب جوسيلين، التي تزوجتها وأنجب منها 3 أولاد. بعد ذلك حصل على ماجستير الآداب في الفنون من الجامعة الكاثوليكية (لوفان) في شهر يونيو من عام 1991.
كان كوريا قادرًا على تحمل تكاليف التعليم الجامعي من خلال المنح المالية. وتابع دراسته في جامعة إلينوي في إربانا-شامبين، حيث حصل على ماجستير العلوم في الاقتصاد في شهر مايو من عام 1999، وشهادة دكتوراه في الاقتصاد في شهر أكتوبر من عام 2001.
مع عودته إلى الإكوادور، حصل كوريا على منصب في جامعة سان فرانسيسكو في كويتو، حيث درّس الاقتصاد. في الوقت نفسه، عمل كوريا كمستشار اقتصادي لوكالات في الولاية ووكالات دولية. خلال هذه الفترة، كانت الإكوادور تعيش أزمة مصرفية واستبدلت حكومة الرئيس جاميل ماهواد عملة السوكر الإكوادوري بالدولار الأمريكي. كان كوريا ناقدًا شديدًا لسياسة الدولرة هذه، وحاجج ضدها في منشورات أكاديمية عديدة ألفها في تلك الفترة.

## السياسة
بين عامي 1992 و1993، وخلال رئاسة سيكستو دوران بالين، كان كوريا مديرًا في وزارة التعليم والثقافة (إم إي سي) في الإكوادور، وأوكلت إليه مهام الإشراف والمراقبة الإدارية على برامج التطوير للنظام التعليمي الوطني. مولت برامج التطوير من قبل مصرف التنمية للبلدان الأمريكية.

### وزير المالية

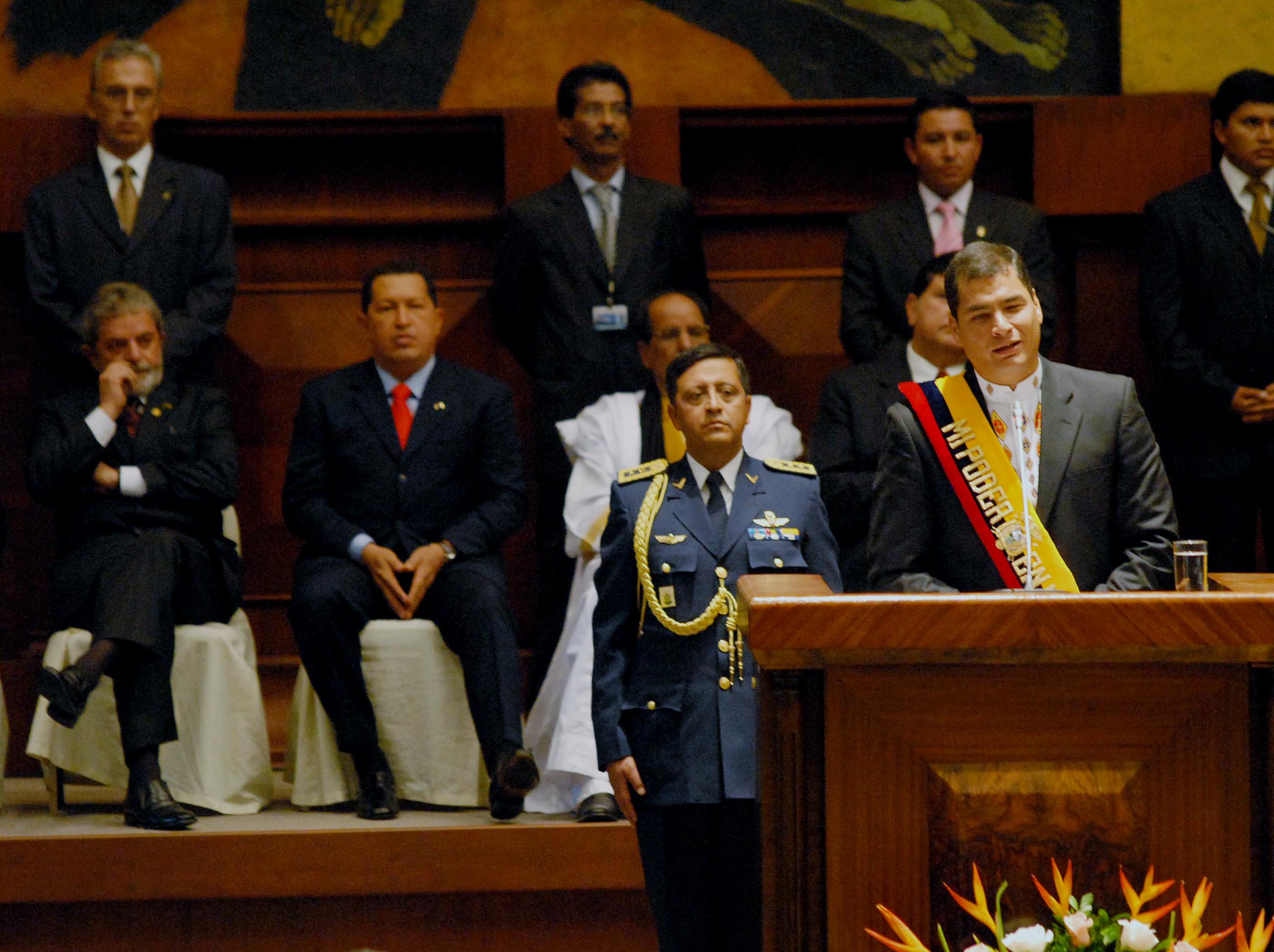
رافائيل كوريا خلال خطابه الافتتاحي كرئيس للإكوادور

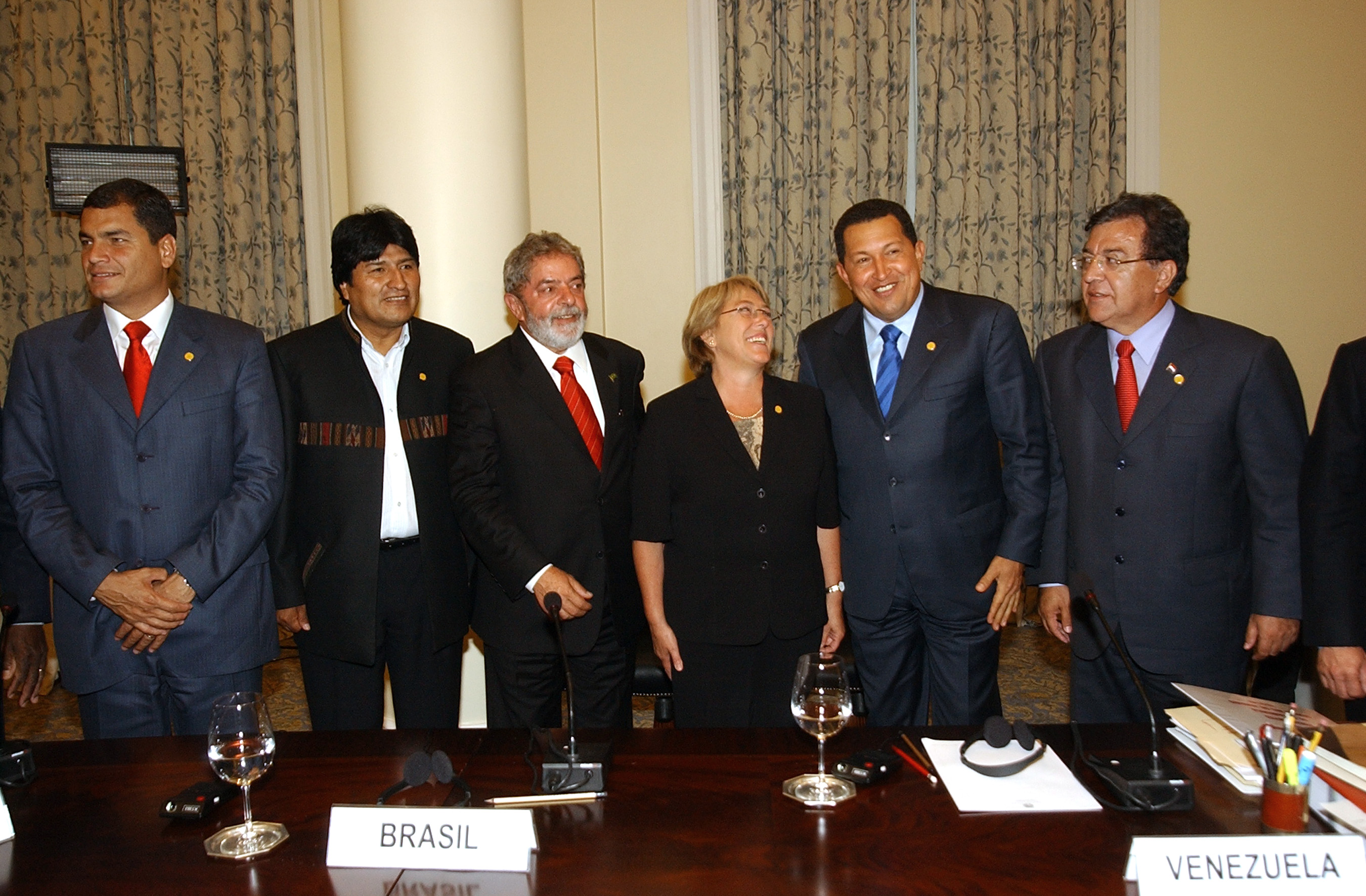
رؤساء دول أمريكا الجنوبية يلتقون في ريو دي جانيرو. من اليسار إلى اليمين: رفائيل كوريا (الإكوادور)، إيفو مورالس (بوليفيا)، لويس إيناسيو لولا دا سيلفا (البرازيل)، ميشال باشيلي (الشيلي)، هوغو تشافيز (فينيزويلا) ونيكادور دوارتي (الباراغواي)

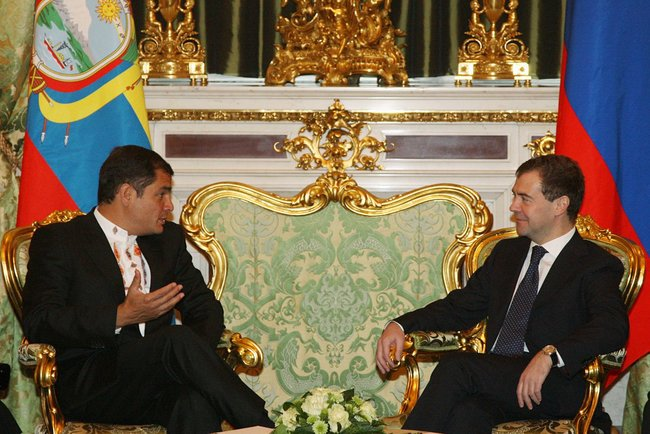
رافائيل كوريا مع دميتري ميدفيديف

في 20 أبريل من عام 2005، عين كوريا في منصب وزير الاقتصاد والمالية في حكومة الرئيس ألفريدو بالاسيو، بعد أن كان قد قدم المشورة لألفريدو قبل وصوله إلى كرسي الرئاسة. بصفته وزيرًا للاقتصاد، التقى كوريا بعدد من الرؤساء الأمريكيين اللاتينيين، بما فيهم لويز إيناسيو لولا دا سيلفا والرئيس الأرجنتيني نيستور كيرتشنر والرئيس الفنزويلي هوغو تشافيز. وثبت نفسه كمتمرد سياسي وناقد لاذع لسياسات اللبرلة الاقتصادية. 
خلال فترة ال 4 أشهر التي تولى خلالها الحقيبة، كان كوريا متشككًا حيال توقيع اتفاقية التجارة الحرة مع الولايات المتحدة ورفض النصيحة من صندوق النقد الدولي، وعمل عوضًا عن ذلك على زيادة تعاون الإكوادور مع بلدان أمريكية لاتينية أخرى. بالإمكان القول إن أبرز قرارات كوريا في وزارة الاقتصاد كان إبطال واقع ذهاب فوائض مبيعات النفط بشكل مباشر إلى الدين الخارجي المدفوع مسبقًا للإكوادور، لتذهب عوضًا عن ذلك إلى الاستثمارات في الصحة والتعليم. بعد إيقاف البنك الدولي لأحد القروض، مشيرًا إلى تغيرات في صندوق استقرار عائدات النفط، استقال كوريا من حكومة بالاسيو. وكان قد اقترح أيضًا إصدار السندات الحكومية بمعدل فائدة أقل من المعدل السائد في تلك الفترة الذي كان يبلغ 8.5٪. كانت حكومة فنزويلا تشتري نصف الإصدارات الجديدة للسندات. زعم كوريا في رسالة استقالته أن البيع قد تم بموافقة رئاسية تامة، إلا أنه أشار إلى غياب الدعم من الرئيس كعامل في قرار الاستقالة. حين استقال كوريا بصفته وزيرًا، أظهرت الاستطلاعات أنه كان يمتلك مصداقية أعلى من أي إدارة في تلك الفترة، إذ أعرب 57% من الإكوادوريين عن ثقتهم به.
وندد كوريا قبل أن يصبح رئيسًا ب «سفسطة التجارة الحرة»، في مقدمة كتبها لكتاب حمل عنوان الوجه الخفي لاتفاقيات التجارة الحرة. وكان أحد مؤلفي ذلك الكتاب وزيره السابق وعضو مجلس النواب ألبيرتو أكوستا. ومستشهدًا بكتاب، ركل السلم، كمصدر له، الذي ألفه الاقتصادي والمحلل الكوري من جامعة كامبردج ومركز أبحاث السياسات والاقتصاد ها جون تشانغ، حدد كوريا الفرق «النظام الأمريكي» مقابل «النظام البريطاني» للتجارة الحرة.

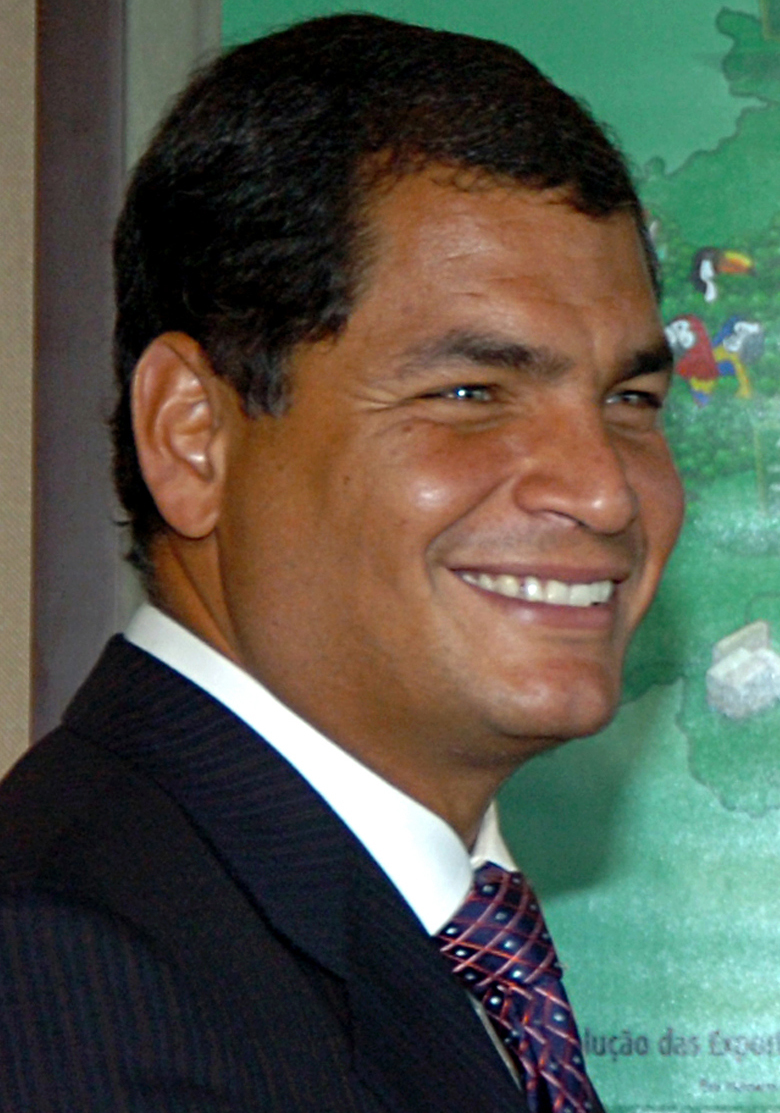
رفاييل كوريا في عام 2006

## وصلات خارجية
- رفاييل كوريا على موقع IMDb (الإنجليزية)
- رفاييل كوريا على موقع الموسوعة البريطانية (الإنجليزية)
- رفاييل كوريا على موقع مونزينجر (الألمانية)
- رفاييل كوريا على موقع إن إن دي بي (الإنجليزية)
- رفاييل كوريا على موقع قاعدة بيانات الفيلم (الإنجليزية)
- رفاييل كوريا على موقع كينوبويسك (الروسية)
- الريئيس رافائيل كوريا الموقع الرسمي لرئاسة الإكوادور
- RafaelCorrea.com (الموقع الرسمي)